# TOFU (Usenet et Internet)
Pour les articles homonymes, voir Tofu (homonymie).
TOFU (text over, fullquote under, littéralement « texte au-dessus, citation complète en dessous », également appelé top-posting) est un principe qui consiste à répondre au-dessus du message d'origine, ce dernier étant cité dans son intégralité (ce peut être un message dans un forum Internet, un courrier électronique ou un article Usenet). Cette pratique est considérée comme mauvaise par la netiquette, car elle rend les discussions impossibles à suivre dans l'ordre chronologique et usuel de la lecture « à l'occidentale ». L'échange fictif suivant est une critique humoristique de cette pratique (une variante limitée à quatre lignes est souvent présente dans les signatures des articles Usenet) :
```
Parce que sinon ça rend la discussion incompréhensible.
> Pourquoi ça ?
> > Je préfère répondre en dessous.
> > > Que faites-vous à la place ?
> > > > Non.
> > > > > Vous n'aimez pas répondre au-dessus ?

```

De plus, le volume des échanges en est considérablement augmenté, car chaque nouveau message reprend l'intégralité de ceux qui précèdent, y compris les signatures et les publicités parfois incluses dans les courriels et les messages de forum (alors qu'on est incité à les effacer lorsqu'on répond en bas et que ces lignes inutiles sont donc à portée de curseur).